# Znělá velární frikativa
Znělá velární frikativa je souhláska, která se vyskytuje v různých jazycích. V mezinárodní fonetické abecedě se označuje symbolem ɣ, číselné označení IPA je 141, ekvivalentním symbolem v SAMPA je G.
Hláska je protějšek neznělého českého ch a převážně v souvislosti s nizozemštinou se někdy neodborně označuje jako ostré ch. 

## Charakteristika
- Způsob artikulace: třená souhláska (frikativa). Vytváří se pomocí úžiny (konstrikce), která se staví do proudu vzduchu, čímž vzniká šum – od toho též označení úžinová souhláska (konstriktiva).
- Místo artikulace: zadopatrová souhláska (velára). Úžina se vytváří mezi hřbetem jazyka a měkkým patrem.
- Znělost: znělá souhláska – při artikulaci jsou hlasivky zapojeny a kmitají. Neznělým protějškem je x.
- Ústní souhláska – vzduch prochází při artikulaci ústní dutinou.
- Středová souhláska – vzduch proudí převážně přes střed jazyka spíše než přes jeho boky.
- Pulmonická egresivní hláska – vzduch je při artikulaci vytlačován z plic.

## V češtině
V češtině je tato hláska jednou z možných znělých realizací (alofon) fonému /x/, který se v písmu zaznamenává spřežkou Ch, ch. Vyskytuje se zpravidla v Čechách. Druhou možnou znělou realizací (převažující na Moravě) fonému /x/ je [ɦ], která se ale tvoří na jiném místě. Např. abych byl [abɪɣbɪl]/[abɪɦbɪl].

## V jiných jazycích
Vyskytuje se například:
- v nizozemštině (píše se jako <g>, např. graag – rád) ale v mnoha nářečí se sloučí neznělým variantem,
- v moderní řečtině (píše se písmenem <γ>, např. γάλα – mléko),
- v irštině (píše se <dh> a <gh>, např. dhorn – pěst), kde její měkký variant je [j],
- ve vietnamštině (píše se jako <g>, např. gỗ – dřevo; nezaměňovat se spřežkou <gi>, která se čte např. jako [z] či [j], v závislosti na dialektu),
- v polštině se takto stejně jako v češtině vyslovuje spřežka <ch> (běžně vyslovovaná jako [x]) před znělou souhláskou (např. niechby).

V řadě několika dalších jazyků se znělá velární frikativa vyskytuje pouze nářečně (turečtina, okcitánština, portugalština) či jako nepříliš častý alofon (ruština, japonština).